# Euphumosia papouana
Euphumosia papouana är en tvåvingeart som först beskrevs av Jacques-Marie-Frangile Bigot 1888.  Euphumosia papouana ingår i släktet Euphumosia och familjen spyflugor. Inga underarter finns listade i Catalogue of Life.